# Palmera (azienda)
Palmera è stata un'azienda italiana produttrice di conserve alimentari ittiche. Dal 2007 è un marchio della Bolton Food S.p.A., divisione alimentari della multinazionale Bolton Group di Milano.

## Storia
L'azienda Palmera S.p.A. fu fondata nel 1963 a Genova dall'imprenditore spagnolo Francisco Palau Dufour (1926-2007). Lo stabilimento per la lavorazione e l'inscatolamento del tonno, venne aperto a Olbia (SS), in Sardegna, in località Su Arrasolu, che nel periodo iniziale delle sue attività impiegava 40 addetti.
Gli anni settanta-ottanta furono il periodo di maggiore espansione della Palmera, che divenne una delle maggiori aziende italiane del suo settore, ed impiegava oltre 500 addetti. La sua posizione nel mercato italiano del tonno in scatola era quella di seconda dopo la Trinity Alimentari; nel 1985 l'azienda ligure acquistò dalla Sopal, società controllata dall'EFIM, la Alco di Bari, storica azienda produttrice di tonno in vaso. Nel 1991, Palmera fece il suo ingresso nel business degli alimenti per cani e gatti con l'acquisto del marchio Petreet da una società di distribuzione genovese.
Nei decenni successivi Palmera conobbe il suo periodo di declino e di crisi, che portarono alla chiusura dello stabilimento di Bari (con 400 addetti) nel 1996, e di quello di Olbia nel 2007. La famiglia Palau sciolse la società e cedette i marchi Palmera, Alco e Petreet alla Bolton Alimentari S.p.A., ma non lo stabilimento sardo, che assieme a parte del personale in cassa integrazione, verrà rilevato nel 2008 dalla Generale Conserve, azienda genovese che commercializza tonni e sgombri inscatolati con il marchio As do Mar.

## Informazioni e dati
Palmera è il secondo marchio di tonno in scatola dopo Rio Mare, della Bolton Food S.p.A., divisione alimentari della multinazionale Bolton Group di Milano. La sua produzione è concentrata in minima parte nello stabilimento italiano di Cermenate, in provincia di Como, il resto proviene da fornitori terzi in Ecuador e Costa d'Avorio.
La fallita azienda Palmera di Genova nel 1987 deteneva una quota di mercato in Italia del 20%, che andò contraendosi all'11,3% del 1999 (compreso pure Alco). Il solo marchio Palmera nello stesso anno possedeva una quota del 9,7%, ma dopo il passaggio di proprietà alla Bolton del 2007, andò a contrarsi ulteriormente (3,2 % nel 2009).
Al 2002, Palmera registrava un fatturato di 100 milioni di euro, e aveva una quota di mercato del 10% in Italia, un numero di addetti pari a 450 unità, e una produzione annua intorno alle 18.000 tonnellate. L'azienda esportava la sua produzione (tonno in scatola e tonno in vasetto di vetro, salmone, sardine, sgombri, acciughe in scatola e vongole in vasetto di vetro) in 24 paesi. Nella Bolton Food è un marchio regionale ed è presente unicamente nel mercato italiano.